# Ricardo Alberto Gareca Nardi
Ricardo Alberto Gareca Nardi (Tapiales, 10 de febrer de 1958), conegut com el Tigre i el Flaco, és un exjugador i entrenador de futbol argentí. Actualment és l'entrenador de la Selecció de futbol del Perú.
Durant la seva etapa com a jugador, Gareca va jugar a quatre dels equips més importants de l'Argentina (Boca Juniors, River Plate, Vélez Sársfield i CA Independiente). També va tenir experiències positives a Colòmbia amb l'América de Cali, aconseguint dos títols de lliga i arribar en tres ocasions a la final de la Copa Libertadores.
Gareca va debutar amb la selecció argentina el 1981, en un partit contra Polònia. Va disputar un total de 20 partits amb el seu país, marcant un total de 5 gols.
Des del 1996, Gareca ha treballat d'entrenador. Ha aconseguit un títol de lliga al Perú (amb l'Universitario de Deportes) i tres a Argentina (amb el Vélez Sarsfield); així com un campionat de segona divisió i un títol de Copa CONMEBOL amb el Talleres de Córdoba.

## Honors

### Com a jugador
América de Cali
- Fútbol Profesional Colombiano (2): 1985, 1986

Independiente
- Primera Divisió argentina (1): Clausura 1994
- Supercopa Sud-americana (1): 1994

### Com a entrenador
Talleres
- Primera B Nacional (1): 1997–98
- Copa Conmebol (1): 1999

Universitario de Deportes
- Primera Divisió peruana (1): Apertura 2008

Vélez Sarsfield
- Primera Divisió argentina (3): Clausura 2009, Clausura 2011, Inicial 2012